# Psammoryctides californianus
Psammoryctides californianus är en ringmaskart som beskrevs av Brinkhurst 1965. Psammoryctides californianus ingår i släktet Psammoryctides och familjen glattmaskar. Inga underarter finns listade i Catalogue of Life.